# Everything Now (TV-serie)
Everything Now är en brittisk komedi- och dramaserie från 2023 som hade premiär på strömningstjänsten Netflix den 5 oktober 2023. Första säsongen består av åtta avsnitt. Serien är skapad av series Ripley Parker.

## Handling
Serien kretsar kring 16-åriga Mia, som efter att ha tillbringat flera månader på ett behandlingshem på grund av en ätstörning skriver en lista över typiska tonårssaker hon vill uppleva.

## Roller i urval
- Sophie Wilde – Mia
- Lauryn Ajufo – Becca
- Jessie Mae Alonzo
- Harry Cadby
- Noah Thomas
- Robert Akodoto
- Vivienne Acheampong – Mias mamma Viv
- Alex Hassell – Mias pappa Rick
- Sam Reuben – Alex
- Niamh McCormack – Alison
- Stephen Fry – Dr. Nell
- Kiran Krishnakumar – Jonah
- Sephora Parish – Issy Huckin